# Карпоносов, Геннадий Михайлович
Геннадий Михайлович Карпоносов (род. 21 ноября 1950, Москва) — советский фигурист, выступавший в танцах на льду. В паре с Натальей Линичук становился олимпийским чемпионом (1980), чемпионом мира (1978, 1979) и чемпионом Европы (1979, 1980). После завершения соревновательной карьеры — тренер по танцам на льду, подготовил призёров чемпионатов мира и Олимпийских игр.

## Биография

### Личная жизнь
Карпоносов родился в семье военных. Его отец пятьдесят лет жизни посвятил вооружённым силам. Дед — Арон Карпоносов — заместитель начальника Генштаба в годы Великой Отечественной войны, генерал-лейтенант Советской Армии.
С 1981 года по 2014 год состоял в браке с Натальей Линичук. В 1985 году у них родилась дочь Анастасия.

### Карьера фигуриста
Карпоносов хотел поступить в Суворовское училище, пойдя по стопам отца и деда. Но в детстве тяжело переболел ангиной, вследствие чего врач рекомендовал заниматься спортом на свежем воздухе. Его отвели на каток, поскольку во дворе жили два фигуриста — Алексей Уланов и Георгий Проскурин. Мать записала Карпоносова в школу фигурного катания при стадионе «Юных пионеров». Его первым наставником был Игорь Кабанов.
Юному Геннадию не нравились ледовые тренировки. До пятнадцати лет он сбегал с катка на велотрек и в драмкружок, где участвовал в постановке спектаклей. Переломный момент случился в 1965 году, во время чемпионата Европы по фигурному катанию, проходившего в Москве. Карпоносова больше всего привлекли костюмы и грация танцоров на льду, поэтому он сменил одиночное катание на танцы.
Сначала он катался в паре с Татьяной Войтюк, но в 1968 году пятнадцатилетняя партнёрша сломала ногу, на несколько месяцев выбыв из тренировочного процесса. В это время Геннадий организовал танцевальный дуэт с Еленой Жарковой, а Войтюк после восстановления начала сотрудничество с Вячеславом Жигалиным.
Карпоносов и Жаркова тренировались под руководством Елены Чайковской. В книге «Шесть баллов» она вспоминала: «Танцевали ребята удивительно технично. Уже тогда в паре проскальзывали намеки на будущий чемпионский стиль — скоростной, насыщенный труднейшими элементами». Пара регулярно представляла страну на чемпионатах мира и Европы. На чемпионате СССР они трижды подряд были бронзовыми призёрами (1969—1971), неизменно уступая Пахомовой и Горшкову, а также Войтюк и Жигалину. Фигуристам никак не удавалось избавиться от неофициального статуса «третьей пары», из-за чего Жаркова ушла из спорта, сосредоточившись на учёбе.
Тогда в поле зрения Чайковской появилась выделявшаяся упорным характером Наталья Линичук, ставшая в 1972 году новой партнёршей Карпоносова. Совместно с Линичук, Карпоносов добился основных успехов в карьере. Они тренировались у Елены Чайковской и выступали за клуб «Динамо—Москва». Свою первую медаль на взрослом уровне они получили в 1974 году. На Олимпиаде 1976 года, когда танцы на льду были введены в программу Зимних Олимпийских игр, они стали четвёртыми. Далее их успехи продолжились и они стали чемпионами мира в 1978 и 1979 году.
Они выиграли Олимпиаду 1980 года, но в том же году уступили на чемпионате мира венгерской паре Кристина Регёци / Андраш Шаллаи. В 1981 году Линичук и Карпоносов закончили спортивную карьеру. Геннадий Карпоносов окончил экономический факультет МГУ. Состоял в КПСС.

### Карьера тренера
Наталья Линичук и Геннадий Карпоносов стали успешными тренерами в танцах на льду. В их тренерском дуэте Геннадий отвечает за обязательные танцы, а Наталья — за оригинальный танец и произвольную программу. В 1990-х уехали тренировать в США, где долгое время работали на катке в Университете Делавэра, США. В настоящее время тренируют в «The IceWorks Skating Complex» в Астоне, Пенсильвания.
Их учениками в разное время были такие российские пары:
- Оксана Грищук / Евгений Платов;
- Анжелика Крылова / Олег Овсянников и Анжелика Крылова / Владимир Фёдоров;
- Ирина Лобачёва / Илья Авербух и Марина Анисина / Илья Авербух;
- Татьяна Навка / Николай Морозов, Анна Семенович / Роман Костомаров и недолго Татьяна Навка / Роман Костомаров;
- Оксана Домнина / Максим Шабалин;[13]
- Екатерина Пушкаш / Джонатан Гурейро.

А также:
- израильтяне Галит Хаит / Сергей Сахновский;
- болгары Албена Денкова / Максим Ставиский;
- американцы Танит Белбин / Бенжамин Агосто;[14]
- итальянцы Федерика Файелла / Массимо Скали;
- французы Пернель Каррон / Ллойд Джонс.

## Достижения

### Результаты выступлений
| Результаты в паре с Еленой Жарковой |       |       |       |       |
| Соревнования                        | 68/69 | 69/70 | 70/71 | 71/72 |
| Международные                       |       |       |       |       |
| Чемпионат мира                      |       | 8     | 8     | 8     |
| Чемпионат Европы                    | 11    | 6     | 6     | 6     |
| «Московские коньки»                 |       | 2     | 3     | 3     |
| Национальные                        |       |       |       |       |
| Чемпионат СССР                      | 3     | 3     | 3     | 2     |

| Результаты в паре с Натальей Линичук |       |       |       |       |       |       |       |       |       |
| Соревнования                         | 72/73 | 73/74 | 74/75 | 75/76 | 76/77 | 77/78 | 78/79 | 79/80 | 80/81 |
| Международные                        |       |       |       |       |       |       |       |       |       |
| Олимпийские игры                     |       |       |       | 4     |       |       |       | 1     |       |
| Чемпионат мира                       |       | 3     | 4     | 5     | 3     | 1     | 1     | 2     |       |
| Чемпионат Европы                     |       | 3     | 3     | 3     | 3     | 2     | 1     | 1     | 3     |
| Skate Canada                         |       |       |       | 1     | 1     |       |       |       |       |
| «Московские новости»                 | 3     | 1     |       | 2     | 2     | 2     |       | 1     | 1     |
| Национальные                         |       |       |       |       |       |       |       |       |       |
| Чемпионат СССР                       |       |       | 2     | 1     | 2     |       | 1     |       | 1     |

### Награды и звания
- 1978 — Заслуженный мастер спорта СССР;
- 1980 — Орден Дружбы народов[16];
- 1998 — Заслуженный тренер России;
- 1999 — Медаль ордена «За заслуги перед Отечеством» II степени — за заслуги в развитии физической культуры и спорта, большой вклад в подготовку спортсменов к XVIII зимним Олимпийским играм 1998 года[17];
- 2001 — введён в Международный еврейский спортивный зал славы;
- 2003 — Орден Дружбы — за большой вклад в развитие физической культуры и спорта, высокие спортивные достижения на Играх XIX Олимпиады 2002 года в Солт-Лейк-Сити[18].